# Joseph Martin (vescovo)
Joseph Martin (Saint-Remy-lez-Chimay, 29 aprile 1903 – Heusy, 13 giugno 1982) è stato un missionario e vescovo cattolico belga.

## Biografia
Entrò nella società dei Missionari d'Africa e fu ordinato prete il 29 luglio 1926; l'anno successivo partì per le missioni nel Burundi.
Fu eletto vescovo titolare di Oliva e vicario apostolico di Ngozi nel 1949; nel 1955 fondò la congregazione delle Figlie di Maria.
Con lo stabilimento della gerarchia ecclesiastica in Burundi, nel 1959 fu trasferito alla sede residenziale di Ngozi e nel 1961 fu trasferito alla nuova sede di Bururi. Si dimise nel 1973.

## Genealogia episcopale e successione apostolica
La genealogia episcopale è:
- Cardinale Scipione Rebiba
- Cardinale Giulio Antonio Santori
- Cardinale Girolamo Bernerio, O.P.
- Arcivescovo Galeazzo Sanvitale
- Cardinale Ludovico Ludovisi
- Cardinale Luigi Caetani
- Cardinale Ulderico Carpegna
- Cardinale Paluzzo Paluzzi Altieri degli Albertoni
- Papa Benedetto XIII
- Papa Benedetto XIV
- Papa Clemente XIII
- Cardinale Marcantonio Colonna
- Cardinale Giacinto Sigismondo Gerdil, B.
- Cardinale Giulio Maria della Somaglia
- Cardinale Carlo Odescalchi, S.I.
- Vescovo Eugène-Charles-Joseph de Mazenod, O.M.I.
- Cardinale Joseph Hippolyte Guibert, O.M.I.
- Cardinale François-Marie-Benjamin Richard de la Vergne
- Cardinale Pietro Gasparri
- Cardinale Clemente Micara
- Cardinale Jozef-Ernest Van Roey
- Vescovo André Marie Charue
- Vescovo Joseph Martin, M.Afr.

La successione apostolica è:
- Arcivescovo André Makarakiza, M.Afr. (1961)